# Dème de Paxí
Le dème de Paxí (grec moderne : Δήμος Παξών) est un dème situé dans la périphérie de Îles Ioniennes en Grèce. Il couvre notamment les îles de Paxós et Antípaxos.